# Euphlyctis ghoshi
Euphlyctis ghoshi o rana de Manipur es una especie de anfibio anuro de la familia Dicroglossidae. Es endémica del estado de Manipur, en el nordeste de la India. Solo se ha encontrado un individuo de esta especie. Este ejemplar fue encontrado en la reserva forestal Khugairk a unos 925 metros de altitud. Se sabe muy poco de esta especie, pero se supone que sus renacuajos se desarrollan agua.